# Salix shihtsuanensis
Salix shihtsuanensis — вид квіткових рослин із родини вербових (Salicaceae).

## Морфологічна характеристика
Це невелике дерево чи кущ до 5(8) метрів заввишки. Гілочки сірувато-коричневі чи червонувато-брунатні, в молодості запушені, потім ± голі. Листкова ніжка 3–6 мм, запушена, на верхівці залозиста; листкова пластинка еліптично-ланцетної, ланцетної, еліптичної чи еліптично-довгастої форми, 2.4–6.5 × 0.9–1.8 см, абаксіально (низ) з блідим нальотом, по жилках біло пухнаста, адаксіально зелена, запушена вздовж жовтої середньої жилки, край залозисто-пилчастий, верхівка загострена. Жіноча сережка 2.5–3.2 см. Коробочка яйцювато-довгаста.

## Середовище проживання
Китай [пд. Ганьсу, пд. Шеньсі]. Населяє гірські схили, береги річок і струмків, узлісся, узбіччя доріг, долини; на висотах 1000–1400 метрів.